# Urgleptes freudei
Urgleptes freudei là một loài bọ cánh cứng trong họ Cerambycidae.